# Nicòstrat de Cilícia
Nicòstrat de Cilícia (en grec Νικόστρατος Nikóstratos) va ser un esportista nascut a Cilícia de família distingida. Quintilià diu que en la seva joventut el va conèixer i que aleshores ja era un home gran, als voltants de l'any 50.
Nicòstrat va ser capturat de jove pels pirates i portat a Eges on el van vendre. Va recuperar la llibertat i va participar en els jocs olímpics on va guanyar dos premis el mateix dia, un en lluita i un altre en pancration.